# Chirundu (Distrikt)
Chirundu ist ein Distrikt in der Südprovinz in Sambia. Er hat eine Fläche von 1386 km² und 78.780 Einwohner (2022). Seine Hauptstadt ist Chirundu.

## Geschichte
Chirundu war ursprünglich Teil des Distrikts Gwembe, der in den 50er Jahren als einer der ersten Distrikte gegründet wurde. Er umfasste die heutigen Distrikte Gwembe, Sinazongwe und Siavonga, zu dem damals noch Chirundu gehörte und somit den gesamten Osten der Südprovinz. Nach der Trennung Von Gwembe und Siavonga, wurde Chirundu 2012 auf Anordnung von Präsident Michael Sata abgespalten und von der Südprovinz der Provinz Lusaka zugeteilt. Dies wurde 2021 von Präsident Hakainde Hichilema rückgängig gemacht, und schließlich am 31. August 2022 umgesetzt.
In dem Distrikt liegt die archäologische Fundstätte Ingombe Ilede.

## Geografie
Chirundu befindet sich etwa 50 Kilometer südöstlich von Lusaka. Der Distrikt erhebt sich im Westen auf bis zu 1200 m und fällt nach Süden Richtung Kariba-Stausees und im Osten und Norden zu den Flüssen Sambesi und Kafue auf etwa 370 m ab. Die Ost- und Nordgrenze wird von diesen beiden Flüssen gebildet.
Der Distrikt grenzt im Süden an den Distrikt Siavonga, im Westen an Chikankata, im Norden an Kafue in der Provinz Lusaka, und im Südosten an Hurungwe und Kariba in der Provinz Mashonaland West auf der anderen Seite des Kariba-Stausees in Simbabwe.

### Klima
Chirundu ist bekannt für seine raues Klima, was sich auf die Landwirtschaft auswirkt. Die Temperaturen erreichen in der Regenzeit mit unter bis zu 47 Grad Celsius. 2014 fielen in der Region 600 mm Niederschlag, was unter den 800 mm liegt, die für die Reifung der Maisernte erforderlich sind.

### Gewässer
Neben dem Sambesi und dem Kafue, ist der saisonale Lusitu eines der wichtigen Gewässer im Distrikt, der ihn von West nach Ost durchquert.

## Wirtschaft
Der bescheidene Wohlstand des Distrikts beruht auf dem grenzüberschreitenden Handel. Neben dem Handel gibt er Landwirtschaft. Es werden Baumwolle, Mais, Sorghum, Hirse und Tabak angebaut. Allerdings sind durch die klimatischen Bedingungen die Erträge niedrig.

## Infrastruktur

### Gesundheit
Am Grenzposten Chirundu gibt es ein Missionskrankenhaus namens Mtendere, das etwa 47.000 Menschen versorgt. Es wird zum Teil von Patienten aus Simbabwe und der Stadt Kafue mit genutzt. Daneben gibt es auch auf dem Land Gesundheitszentren. Aufgrund der wachsenden Bevölkerung besteht jedoch Bedarf an weiteren Gesundheitsstationen in der Region.

### Straßen
Der Bezirk arbeitet an einem Township-Straßennetz mit einem Radius von 11 Kilometern um die Hauptstadt und Zubringerstraßen, um den Transport in der Region zu verbessern. Es wurde eine neue 160 Meter lange Brücke über den Fluss Kafue gebaut, die die bisherige Ponton-Brücke ersetzt.

## Schutzgebiete
Im Distrikt liegt das Chirundu Forest Reserve, ein Gebiet mit versteinerten Bäumen. Das Reservat ist ein denkmalgeschütztes Nationaldenkmal Sambias.